# Луцоло, Мариз
Мариз Луцоло (нем. Maryse Luzolo; род. 13 марта 1995 года, Франкфурт-на-Майне) — немецкая легкоатлетка, выступающая в прыжках в длину.

## Биография
Мариз Луцоло родилась и выросла во Франкфурте. Помимо неё в семье есть ещё два ребёнка. В 2013 году окончила среднюю школу Carl-von-Weinberg School.
С 2016 года спортивный военнослужащий в Вооружённых силах Германии. Здесь она в настоящее время[когда?] имеет звание ефрейтора. В 2018 году она училась в Университете Гёте во Франкфурте на факультете спорта и географии, чтобы впоследствии преподавать по данным дисциплинам.
Луцоло живёт и тренируется во Франкфурте.

## Спортивная карьера

### Начало
В девять лет Мариз Луцоло начала заниматься лёгкой атлетикой в местном спортивном клубе TSV Bonames. В начале своей карьеры Луцоло тренировалась в легкоатлетическом многоборье и соревновалась в этой дисциплине. Тогда же был замечен её талант, что поспособствовало поступлению в спортивную школу Карла фон Вайнберга.
В 15 лет Луцоло выполняет национальную норму чемпионата Германии в многоборье и прыжках в длину, однако с тех пор её внимание сосредоточено только на прыжках в длину. В 2014 году она переходит из клуба LG Eintracht во Франкфурте в Königsteiner LV.
В том же году она выигрывает бронзовую медаль чемпионата мира среди юниоров, а затем становится чемпионкой Германии также среди юниоров.

### 2017
В 2017 году Мариз Луцоло установливает новый личный рекорд — 6,61 метра. 18 июня 2017 года становится чемпионкой Германии среди молодёжи в Леверкузене, показав результат в 6,57 метра. Три дня спустя, 21 июня 2017 года из-за неправильной настройки тренажёра Луцоло получает серьёзную травму колена. Помимо разрыва передней крестообразной связки в левом колене, была повреждена и задняя крестообразная связка, что поставило под угрозу всю дальнейшую карьеру прыгуньи.

### 2019—2021

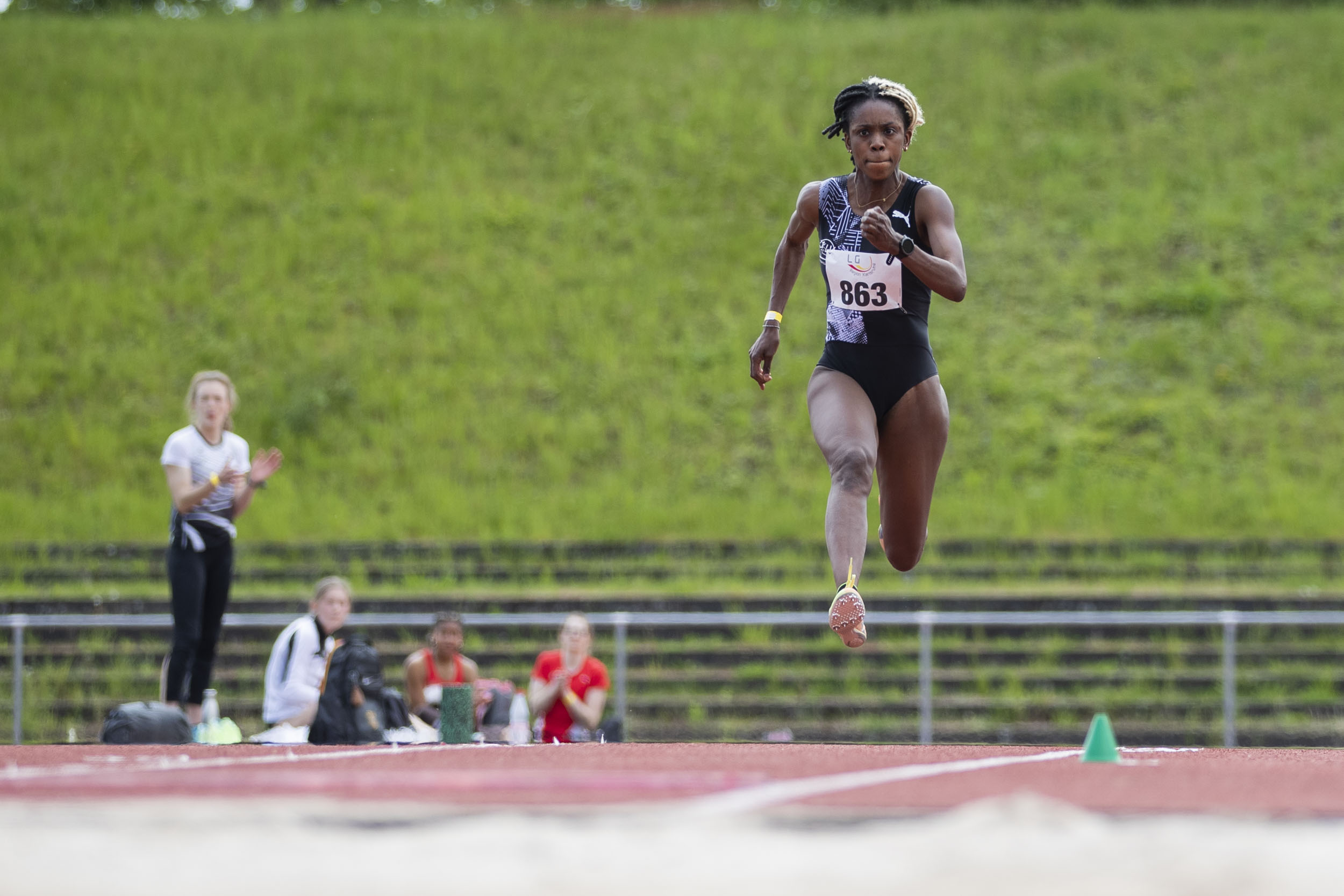
Мариз Лузоло на соревнованиях в г. Эттлинген (2021 г.)

В 2019 году состоялось возвращение Мариз Луцоло в мир большого спорта. В декабре 2019 года она стартует на Всемирных военных играх в китайском Ухане, где с результатом 6,49 метра выигрывает серебряную медаль.
На чемпионате Германии в помещении 2020 года Луцоло выигрывает серебряную медаль, а спустя год, показывает третий результат.
Прыжком на 6,59 метра она начала сезон 2021 года в соревнованиях на открытом стадионе города Эттлинген. Показав один из лучших результатов среди соперниц, она принимается Немецкой легкоатлетической ассоциацией в состав сборной команды Германии для участия в Командном чемпионате Европы в Хожуве. Луцоло выигрывает в своей дисциплине и обновляет личный рекорд дальности — 6,61 метра.
На чемпионате Германии по лёгкой атлетике в 2021 году Мариз Луцоло добивается второго результата (уступив лишь действующей чемпионке Малайке Михамбо) и завоёвывает серебряную медаль с прыжком в 6,55 метров. Три недели спустя, Луцоло вновь обновляет личный рекорд, показывая дистанцию в 6,69 метров, что позволило ей быть номинированной для участия в Олимпийских играх 2020 года в Токио.

## Семья
Родители Мариз родились в Демократической Республике Конго.

## Статистика

### Личный рекорд
Под открытым небом
- Прыжки в длину: 6,69 метра 27 июня 2021 года в Леверкузене